# Хрисанф (Ретивцев)
Епи́скоп Хриса́нф (в миру Вла́димир Никола́евич Рети́вцев; 1832, Бежецкий уезд, Тверская губерния — 6 (18) ноября 1883, Москва) — епископ Русской православной церкви, епископ Нижегородский и Арзамасский.

## Биография
Родился в 1832 году в селе Еськи Бежецкого уезда Тверской губернии. Его предки в XVIII — начале XIX века были представителями духовенства Тверской епархии: отец — Николай Иванович Ретивцев служил священником в селе Еськи и в селе Михайловское Весьегонского уезда; мать, Евдокия Васильевна, была родной сестрой епископа Туркестанского Софонии.
Начальное образование он получил в Бежецком духовном училище, среднее — в Тверской духовной семинарии, откуда в 1852 году как лучший воспитанник был послан учиться за казённый счёт в Московскую духовную академию. Уже при поступлении в академию он зарекомендовал себя с отличной стороны на приёмных испытаниях и принят был в академию в числе первых по списку студентов. Относительно написанного им в самом начале 1852 года сочинения на латинском языке «An praeter vitam individuorum universalis quoque vita est praesupponenda?» профессор философии этой академии Ф. А. Голубинский заметил: «Опровержение дельно. Слог ясный и твёрдый. Знание латинского языка хорошо».
По окончании курса Московской академии 15 октября 1856 года пожелал принять монашество, но был определён учителем в Костромскую семинарию на кафедру Священного Писания; 12 февраля 1857 года удостоен степени магистра богословия; 29 сентября 1857 года в церкви Ипатьевского монастыря был пострижен в монашество с именем Хрисанф; 30 сентября рукоположён во иеродиакона; 3 октября — во иеромонаха; 9 сентября 1858 года назначен бакалавром Казанской духовной академии по кафедре основного и обличительного богословия; в 1859 и 1860 годах временно преподавал догматическое богословие, в 1862 — нравственное.
В 1860 году вошёл в состав комитета по переводу Священного Писания на русский язык. В том же году причислен к соборным иеромонахам; 25 апреля 1864 года награждён золотым наперсным крестом.
«За отличное знание и весьма усердное исправление своего дела» 12 апреля 1865 года возведён в звание экстраординарного профессора Казанской духовной академии и в том же году, 18 августа, был перемещён в Санкт-Петербургскую духовную академию, на кафедру нравственного богословия. Этому перемещению содействовал архимандрит Иоанн (Соколов), незадолго перед тем назначенный на должность ректора Санкт-Петербургской академии.

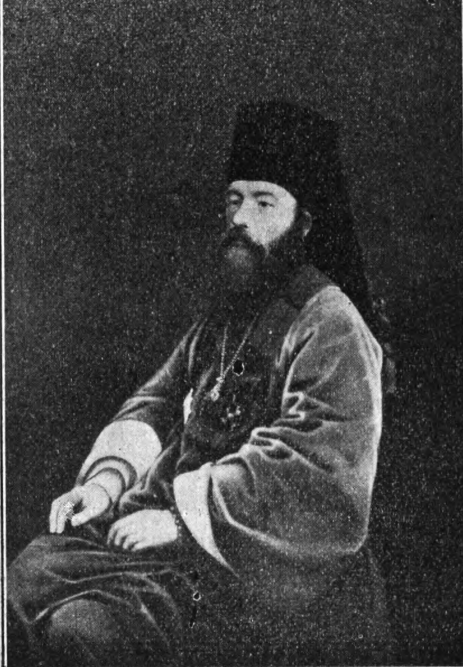
Фотография кон. XIX в.

Был членом редакционного комитета журнала «Христианское чтение»; 23 марта 1866 года возведён в сан архимандрита; 5 октября назначен инспектором Санкт-Петербургской академии, и одновременно ему поручена кафедра догматического богословия.
С 13 июня 1867 года был назначен членом учебного комитета при Святейшем Синоде; 16 апреля 1868 года был награждён орденом Св. Анны 2-й степени (28 марта 1871 года получил к этому ордену императорскую корону).
С 8 января 1869 года, по избранию — ректор Санкт-Петербургской духовной семинарии; за отличную службу 16 апреля 1872 года получил орден Св. Владимира 3-й степени.
В 1872, 1873 и 1874 годах исполнял должность председателя Учебного комитета при Святейшем Синоде. По предложению Министерства народного просвещения ему объявлена признательность министра за труды по составлению программ преподавания Закона Божия в мужских гимназиях и прогимназиях.
С 8 декабря 1874 года определён быть епископом Астраханским и Енотаевским; 29 декабря 1874 года хиротонисан во епископа Астраханского и Енотаевского в соборном храме Александро-Невской лавры.
Один из его соучеников по Московской духовной академии отметил: «из сродной ему научной атмосферы этот философ-монах был послан и назначен архиереем в Астрахань, где, на границе Европы и Азии и христианского и мусульманского миров, прославился красноречием и деятельностью по обращению в христианство инородцев и иноверцев, но окончательно расстроил там своё хилое здоровье».
4 апреля 1876 года был награждён орденом Св. Анны 1-й степени.
Епископом Хрисанфом были основаны «Астраханские епархиальные ведомости», на издание которых он определил ежегодную субсидию от себя, от архиерейского дома и от трёх монастырей епархии.
В 1877 году Санкт-Петербургская и Казанская духовные академии за научные труды избрали епископа Хрисанфа в свои почётные члены.
С 8 декабря 1877 года — епископ Нижегородский и Арзамасский; 16 октября 1878 года удостоен степени доктора богословия.
В начале 1879 года его постигли два нервных удара, вследствие которых у него была парализована вся правая сторона тела. Это заставило преосвященного просить об увольнении от управления епархией. С 23 мая 1879 года уволен на покой по болезни и отправлен в московский Донской монастырь с правом настоятельства. Умер от третьего нервного удара 6 (18) ноября 1883 года и был погребён в монастыре.
Его библиотека была завещана Санкт-петербургской духовной семинарии; на его капитал были учреждены стипендии в Санкт-Петербургской и Казанской академиях, Санкт-петербургской и Тверской семинариях (по одной в каждой).

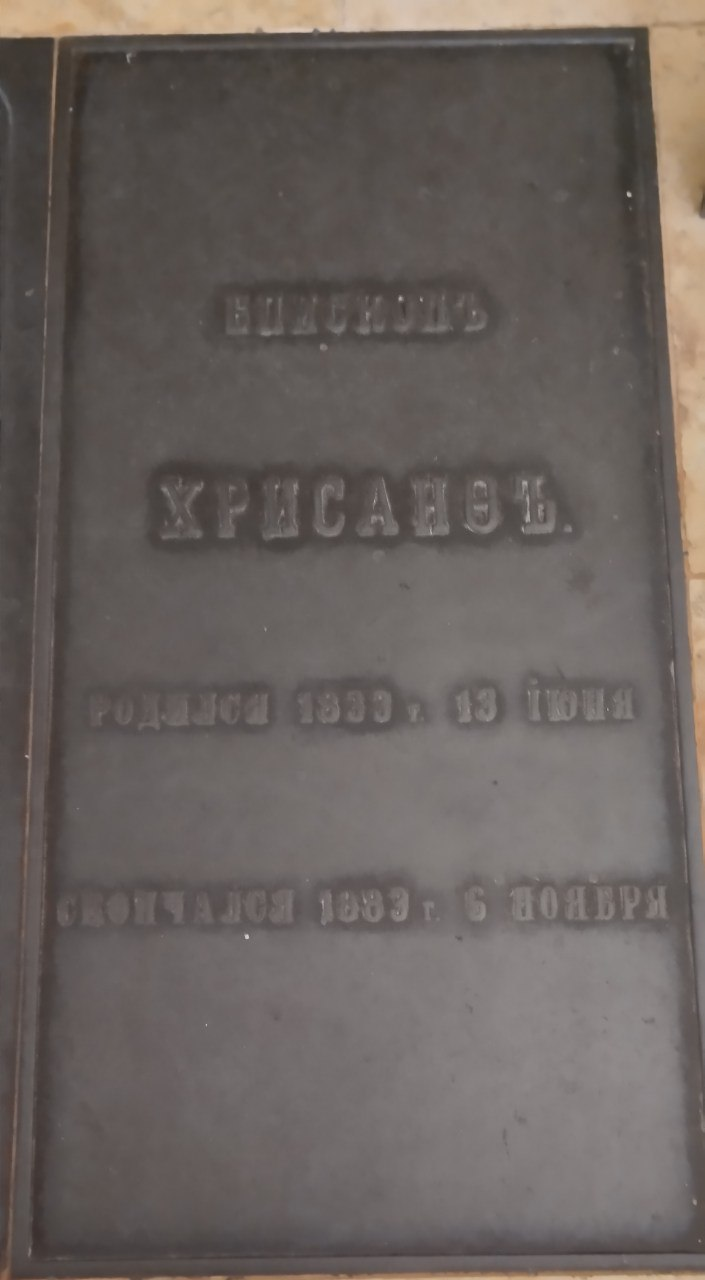
Место погребения епископа Хрисанфа (Ретивцева)

## Личные качества
Преосвященный Хрисанф был выдающимся деятелем своего времени. Научно-литературная деятельность его началась очень рано и продолжалась почти непрерывно до тех пор, пока он был в состоянии писать. Человек весьма талантливый, обладавший высокими природными дарованиями. Был знаменит своими блестящими, интересными лекциями по богословию, в которых соединял богословско-философскую эрудицию с исторической и абстрактное мышление с истиннохудожественным талантом. Знал несколько древних и новых языков.

## Сочинения
- Деятельность пастырей Церкви IV века по отношению к общественной жизни (магистерская диссертация) // Православный собеседник. — Казань, 1860, ч. 1.
- Взгляд на мнение новейших рационалистов о существе религии (из лекции по основному богословию) // Православный собеседник. — Казань, 1860, ч. 3.
- Современное иудейство и отношение его к христианству (лекция по обличительному богословию) // Труды Киевской духовной академии. — Киев, 1860—1917; 1861. — Кн. 9. и СПб., 1867.
- Наша гласность и её проявления // Православный собеседник. — Казань, 1865, Ч. 1.
- Характер протестантства и его историческое развитие. Вып. 1 (1-4). — СПб.: Тип. Деп. удел., 1868. — [2], II, 219 с. (впервые: Христианское чтение. — 1865. — № 2; 1866. — № 1, 2.)
  - Изд. 2-е. — Вып. 1 (1-4). — СПб. : Изд. Кораблева и Сирякова, 1871.
- Эммануил Сведенборг и его вероучение // Христианское чтение. — 1866. — № 1.
- Значение идеи бессмертия для нравственной жизни человека // Христианское чтение. — 1866. — Ч. 2.
- Христианское воззрение на брак и современные толки о семейном и общественном положении женщины // Христианское чтение. — СПб., 1867. — Ч. 2.
- Задача нравственного богословия, как науки // Христианское чтение. — СПб., 1868. — Ч. 1.
- Религии древнего мира в их отношении к христианству: Историческое исследование: в 3 т. Т.1-2, Т.3 — СПб., 1872, 1875 и 1878 и // Христианское чтение. — СПб., 1872. — № 1—3. 
  - Том 1.
  - Том 2.
  - Том 3.
- учение о Боге сравнительно с воззрениями на Божество в древних языческих религиях (выдержки из III тома предыдущего исследования) // Христианское чтение. — СПб., 1876. — Ч. 2.

Переводы:
- О крещальнях в древней христианской церкви // Православный собеседник. — Казань, 1852.
- Различные пути обращения из язычества к христианству в первые века // Православный собеседник. — Казань, 1852.